# نجوع الصوامعة غرب
قرية نجوع الصوامعة غرب هي إحدى القرى التابعة لمركز طهطا بمحافظة سوهاج في جمهورية مصر العربية. حسب إحصاءات سنة 2006، بلغ إجمالي السكان في نجوع الصوامعة غرب 12299 نسمة، منهم 6616 رجل و5683 امرأة.